# Нурберг, Андеш
Андеш Нурберг (норв. Anders Nordberg; 17 февраля 1978, Шиен, Норвегия) — норвежский ориентировщик, призёр чемпионата мира по спортивному ориентированию.
Несмотря на то, что сравнительно поздно начал заниматься ориентированием (в 14 лет) год спустя выиграл чемпионат Норвегии среди юношей (норв. Hovedløpet). Несколько раз принимал участие в молодёжных чемпионатах мира.
Однако, не смог завоевать медаль ни в эстафете, ни в индивидуальных гонках. Лучший результат — четвёртое место в эстафете.
В 2005 году на чемпионате северных стран (англ. Nordic Orienteering Championships) завоевал три золотых медали из четырёх возможных.

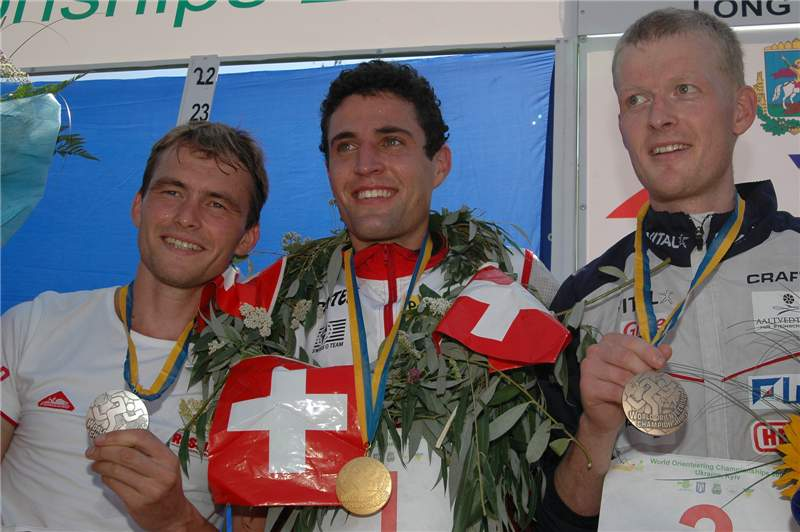
Награждение после длинной гонки на ЧМ 2007. Слева направо А. Храмов (2), Матиас Мерц (1), А. Нурберг (3)

Первую медаль на взрослых чемпионатах мира завоевал в 2004 году в шведском Вестеросе. Повторил свой успех в 2007 году в Киеве, завоевав бронзовую медаль на длинной дистанции.
На чемпионате мира в Чехии в 2008 году завоевал серебряную медаль на длинной дистанции, уступив только швейцарцу Даниэлю Хубману.
С 2012 года выступал за финский клуб Vaajakosken Terä. 
Женат на чемпионке мира по ориентированию Анне Маргрете Хаускен Нурберг. 
Неравнодушен к футболу. Особую страсть питает к английскому Ливерпулю.